# Steve Doocy

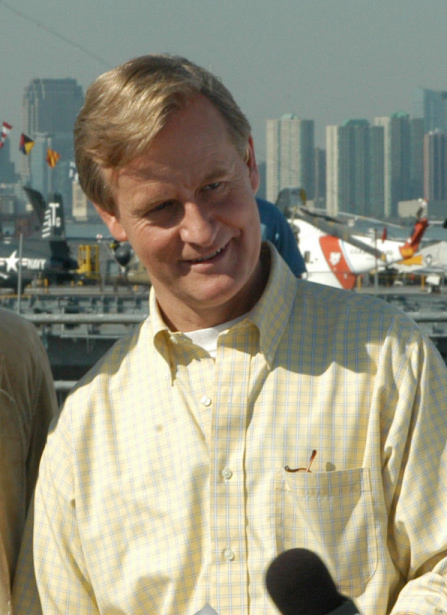
Steve Doocy (2005)

Stephen James „Steve“ Doocy (* 19. Oktober 1956 in Algona, Iowa) ist ein US-amerikanischer Fernsehmoderator und Journalist. Er wurde vor allem bekannt als Co-Moderator des Frühstückmagazins Fox & Friends des Kabelsenders Fox News.

## Leben und Arbeit
Steve Doocy wurde 1956 in Algona im US-Bundesstaat Iowa geboren. Seine Jugend verbrachte er in Abilene in Kansas, wo er Schulen in Russell, Salina und Industry besuchte. Es folgten der Besuch der Junior High School in Wakefield und der Highschool in Clay Center. Anschließend studierte er an der University of Kansas in Lawrence, die er mit einem Bachelor-Abschluss in Journalismus verließ.
Als Journalist gelang Doocy schließlich der Sprung zum Fernsehen: Auf NBC präsentierte er zeitweise die Sendungen Wake Up America und House Party with Steve Doocy sowie das Kinderprogramm Not Just News. Anschließend arbeitete er sechs Jahre lang als Berichterstatter für die Radioanstalt WRC und für NBC. Für CBS moderierte Doocy zeitweise die Morgennachrichten auf WCBS-TV in New York City.
Seit 1996 ist Doocy zeitweilig neben Brian Kilmeade und bis 2013 Gretchen Carlson einer von mehreren ständigen Co-Moderatoren der Sendung Fox and Friends im Programm des Kabelnachrichtensenders Fox News. Die Sendung, die zwischen 6:00 Uhr und 9:00 Uhr Eastern Time läuft, ist seit mehreren Jahren die quotenmäßig erfolgreichste Informationssendung im US-amerikanischen Frühstücksfernsehen. Inhaltlich bietet sie eine Mischung aus Beiträgen die den Bereichen „Politik und Gesellschaft“, Sport sowie „Unterhaltung, Prominente und Obskures“ entnommen sind. Die Inhalte werden in Clip-Beiträgen sowie Gesprächen der Moderatoren mit Gästen im Studio oder per Fernschaltung präsentiert.
Wie die meisten Moderatoren von Fox News gilt Doocy als äußerst konservativ. Kritiker werfen ihm und seinen Co-Moderatoren dabei häufig eine tendenziöse Berichterstattung und Kommentierung der Tagesgeschehnisse vor, die in der Regel Exponenten von konservativ-republikanischen Standpunkten in ein positives Licht rückt, während sie die Vertreter „liberaler“ Ansichten und zumal der Demokratischen Partei meistens eher negativ darstellen. Dieser Umstand hat Doocy und seine Kollegen in der Vergangenheit auch zu häufigen Zielscheiben von Fernsehkomikern wie Jon Stewart und Stephen Colbert sowie satirischen Blogs und Kolumnen gemacht.
Doocy hat bislang zwei Bücher veröffentlicht, die es auf die Bestseller-Liste der New York Times geschafft haben: The Mr. and Mrs. Happy Handbook widmet sich den Themen Ehe und Familie, während Tales from the Dad Side das Thema Vaterschaft behandelt.
Privat lebt Doocy, ein bekennender Katholik, mit seiner Ehefrau Kathy Gerrity und ihren drei Kindern Peter, Mary und Sally in Wyckoff (New Jersey).

## Schriften
- The Mr. and Mrs. Happy Handbook. Everything I know about love and marriage. William Morrow Books, New York 2006, ISBN 978-0-06085-405-8.
- Tales from the Dad Side. Misadventures in Fatherhood. Harper Collins, New York 2008, ISBN 978-0-06144-162-2.